# Benjamin Parent
Benjamin Parent est un réalisateur et scénariste français né à Meaux (Seine-et-Marne) le 6 août 1975.

## Biographie
Benjamin Parent commence son parcours par une licence de cinéma à Paris 3 en 1997, puis commence chez Partizan Midi Minuit comme assistant de post-production. Tour à tour régisseur, assistant de production,1er assistant à la mise en scène ou encore chercheur de référence.
Il s’essaie à la mise en scène et remporte en 1999 un concours de fausse pub MTV organisé par l’agence Hémisphère Droit.
Il devient ensuite rédacteur chez Allociné et Canal Numédia puis critique chez Cinescape On Line et Filmdeculte.com.
Il s’essaie à nouveau à la mise en scène avec une parodie d’horreur intitulée JCVCD in Love pour un concours Scary Movie 2.
En 2006, il devient concepteur rédacteur dans l’agence publicitaire Pékin (qui devient La Chose) en qualité de concepteur rédacteur. Pendant 4 ans, il écrit des films et des campagnes internet pour IKEA, Nana, Mappy, Fnac ou encore Amnesty International.
Il rencontre Thomas VDB fin 2005 avec qui il coécrit le spectacle comique En Rock & en Roll ainsi que sa suite Presque Célèbre en 2011. Tous deux collaborent ensuite pendant deux ans à des chroniques hebdomadaires au Fou du Roi puis dans Les Affranchis sur France Inter.
En 2010, il quitte la publicité lorsqu’il se voit offrir une place de réalisateur par le producteur Arno Moria dans sa société Les Télécréateurs (devenue Insurrection). Il collabore avec Riad Sattouf sur les deux saisons de la série en ligne Mes Colocs. Il coécrit avec Didier Barcelo le court métrage The End (avec Charlotte Rampling), sélectionné au festival de Berlin en 2012.
En 2012, il réalise son premier court métrage, Ce n'est pas un film de cow-boys traite de la perception de l'homosexualité et des injonctions de virilité chez les adolescents. Ce film est sélectionné à la Semaine de la Critique à Cannes,. Le film a depuis été sélectionné dans plus de 90 festivals à travers le monde et a déjà remporté une trentaine de prix dont le Grand Prix du Festival de Melbourne et le prix de la meilleure fiction à Varsovie. En 2013, il est nommé au César du meilleur court métrage. Ce film est dénoncé par La Manif pour tous vis-à-vis du questionnement sur l'homosexualité soulevé par ce film,,.
La même année, il crée et anime le webshow 5 Minutes Après le Film sur Konbini et réalise, pour le compte de l’INPES, une série web à destination des ados : Puceaux qui remporte le Grand Prix Effie en 2013.
En 2014 il coécrit Bullybusters avec Yoann Gromb pour QUAD et Fille Unique avec Joséphine Draï pour CHI FOU MI.
En 2015, il crée, avec Joris Morio, la série Les Grands dont la 3e saison sera diffusée fin 2018 sur OCS.
En 2017, il développe le scénario original de Vis-à-Vis coécrit avec Régis Roinsard pour Super 8.
En 2017, il est sélectionné au marché du film du Festival des Arcs pour le scénario de son premier long métrage, Un Vrai Bonhomme. Le film intègre la même année le programme Emergence. En 2018, son scénario, coécrit avec Théo Courtial, remporte le prix SACD-Beaumarchais. Le tournage du film s’achève la même année.
En 2019 sort Mon Inconnue qu'il a coécrit avec Hugo Gélin et Igor Gotesman en 2014.
En 2020, il écrit et réalise son premier long métrage Un Vrai Bonhomme.

### Vie privée
Il partage sa vie avec l'humoriste et actrice Joséphine Draï. Ils sont depuis le 15 décembre 2020 parents d'un petit garçon prénommé Saul.
Il est le grand frère du musicien DJ Pone, cofondateur des Birdy Nam Nam.

## Filmographie

### Scénariste

#### Court métrage
- 2011 : The End de Didier Barcelo

#### Long métrage
- 2019 : Mon Inconnue de Hugo Gélin

#### Télévision
- 2014 : France Kbek - Saison 2 de Jonathan Cohen et Jérémie Galan
- 2016 : Les Grands - Saison 1 (créateur et scénariste avec Joris Morio) réalisée par Vianney Lebasque

#### Websérie
- 2010 : Mes Colocs - Saisons 1 et 2, réalisée par Riad Sattouf

### Réalisateur et scénariste

#### Court métrage
- 2012 : Ce n'est pas un film de cow-boys

#### Long métrage
- 2020 : Un vrai bonhomme

#### Websérie
- 2012 : Puceaux, Campagne INPES en 6 épisodes

## Distinctions

### Récompenses
Son court métrage Ce n'est pas un film de cow-boys a obtenu :
- Festival de Cannes 2012 : Queer Palm du court métrage (sélection « Semaine de la Critique »)
- Festival international du film de Melbourne 2012 : Grand Prix du court métrage
- Festival du film de Sarlat 2012 : meilleur court métrage
- Festival international du film de Varsovie 2012 : meilleur court métrage
- Festival international du court métrage de Clermont-Ferrand 2013 : prix d'interprétation pour Finnegan Oldfield[14]

- Lutins du court métrage 2014 : meilleur film
- Festival Paris Courts Devant 2012 : Prix du Jury jeune et Prix Beaumarchais SACD
- Festival de la Ciotat 2012 : Grand prix du court métrage
- Festival Queer de Lisbonne 2012 : Prix du public du Meilleur Court Métrage
- Festival de Grenoble 2012 : Prix d'aide à la création.
- Festival de St Jean de Luz 2012 : Prix du jury
- Festival du cinéma européen Ciné Essonne 2013 : Prix des Collégiens
- Festival Gay & Lesbien de St Étienne (Face à Face) 2012 : Prix du Public

Sa websérie Puceaux remporte le Grand Prix Effie en 2013
La série Les Grands qu'il a créée avec Joris Morio remporte :
- Festival de la fiction TV de La Rochelle 2016 : sélection « Séries 26' »:
  - Meilleure série de 26 minutes
  - Prix des collégiens de Charentes-Maritime

### Nominations
Son court métrage Ce n'est pas un film de cow-boys a été nommé:
- César du cinéma 2013 : meilleur court métrage
- Festival du film d'éducation 2014

### Sélections
Ce n'est pas un film de cow-boys est sélectionné à la Semaine de la Critique à Cannes et a été depuis sélectionné dans plus de 90 festivals à travers le monde
Son 1er long métrage Un Vrai Bonhomme est sélectionné au programme Emergence en 2018.